# Fox Island
Fox Island est une  île du Puget Sound et une census-designated place (CDP) dans le comté de Pierce dans l'État de Washington aux États-Unis. Elle porte le nom de Fox en l'honneur de J.L. Fox l'assistant chirurgien de l'expédition Wilkes.